# MistGuide
MistGuide ist eine 2008 gegründete Depressive-Black-Metal- und Funeral-Doom-Band.

## Geschichte
Der unter dem Pseudonym „Mehtar“ agierende Multiinstrumentalist und Sänger unterhält MistGuide seit 2008 als Soloprojekt. Nach vereinzelten Aufnahmen, die er online öffentlich machte, ging er eine Kooperation mit Satanarsa Records ein. Über das Label erschienen nachfolgend ein Demo sowie die Alben Evolve from Grave 2010, Misery Thorns 2011 und Era 2014. Das 2014 veröffentlichte Era ist als geschlossenes Konzeptalbum mit dem Thema des Ersten Weltkriegs geschrieben und arrangiert. Auf Era folgten keine weiteren Aktivitäten des Projektes.
Die Veröffentlichungen erhielten kaum internationale Presseresonanz. Für Doom-Metal.com besprachen Frédéric Cerfvol Evolve from Grave und Riccardo Veronese Era. Cerfvol lobte die auf Evolve from Grave vernehmbaren Ideen, bemängelte jedoch die Produktion und die Wiederholung der gleichen Innovation und schloss, dass das Evolve from Grave weit davon entfernt sei, ein gutes Album zu sein. Veronese führte eine ähnliche Diskrepanz zwischen Idee und Umsetzung an, empfahl Era hingegen dennoch und hoffte auf ein nachkommendes Album.

## Stil
„Mehtar“ beschreibt den Stil von MistGuide als gleichermaßen vom Black Metal und Funeral Doom beeinflusst. Der Stil nutzt dem Datenbankeintrag des Webzines Doom-Metal.com folgend „finsteres Flüstern und hartes Growling neben düster blackened Gitarrenarrangements“. Dem Black Metal nahe liegen hinzukommend die „sehr rohe Produktion“ und die genutzte Form gutturalen Gesangs, mit der „Mehtar“ mehr seine misanthropischen und lebensverachtenden Texte spricht als singt oder schreit. Tempo, Atmosphäre und Arrangements stehen hingegen dem Funeral Doom nah.

## Diskografie
- 2009: My Past (Download-Single, Selbstverlag)
- 2010: Lonely Years (Demo, Satanarsa Records)
- 2010: 1986 (Single, Selbstverlag)
- 2010: Evolve from Grave (Album, Satanarsa Records)
- 2011: Misery Thorns (Album, Satanarsa Records)
- 2014: Era (Album, Satanarsa Records)